# Albán (kommun i Cundinamarca, lat 4,88, long -74,47)
Albán är en kommun i Colombia.   Den ligger i departementet Cundinamarca, i den centrala delen av landet, 50 km nordväst om huvudstaden Bogotá. Antalet invånare är 5 952. Arean är 57 kvadratkilometer.
Terrängen i Albán är kuperad åt nordväst, men åt sydost är den bergig.